# Kärrfräken
Kärrfräken (Equisetum palustre) är en växtart i familjen fräkenväxter. 
Dess utbredningsområde är de kallare delarna av Nordamerika och Eurasien.

## Beskrivning
Kärrfräken är en flerårig växt som blir mellan 10 och 50  centimeter hög. Stjälken kan var både ogrenad och ha femkantiga grenar, och de nedersta grenarna kan vara grenade igen. Den första leden på en gren är kortare än tandkransen på den stjälk som den utgår från. Sporaxet sitter i toppen av stjälken, men kan också sitta i spetsen på en gren. Sporerna sprids med vinden och har fyra långa band-liknande strukturer.

## Ekologi
Kärrfräken är grön från våren till hösten och bildar sporer från juni till September. Den växer på fuktiga platser och i kärr i hela Skandinavien. Dess utbredningsområde är minskande. Den är påträffad upp till en höjd av 1380 meter över havet i Hordaland i Norge. 

## Giftig
Kärrfräken är giftig för växtätande djur. Den innehåller ett tiamin-förstörande enzym som kan orsaka allvarlig brist på koordinering hos hästar.